# Puffin tropical
Puffinus bailloni
Espèce
Statut de conservation UICN

 LC  : Préoccupation mineure
Le Puffin tropical (Puffinus bailloni), parfois appelé Puffin de Baillon, est un oiseau marin de la famille des Procellariidae présent dans les zones tropicales de l'Océan Indien et de l'Océan Pacifique. Il était auparavant considérée comme une sous-espèce du Puffin d'Audubon (P. lherminieri).
Dans l'Océan Indien, le Puffin tropical niche notamment sur l'île de la Réunion, où il est appelé "Petit fouquet". Plusieurs milliers de couples sont dénombrés dans les différentes ravines de l'île. L'espèce s'y reproduit tout au long de l'année, avec un pic d'envol des juvéniles de novembre à février.

## Conservation
Bien que évalué au statut "Préoccupation mineure" (LC) par l'UICN, le Puffin tropical peut localement faire face à d'importantes menaces. C'est le cas sur l'île de la Réunion où l'espèce est fortement impactée par la pollution lumineuse et le risque de collision avec les câbles aériens.
Le Puffin tropical est l'une des espèces les plus impactées par la pollution lumineuse dans le monde, les éclairages artificiels provoquant chaque année l'échouage de milliers de juvéniles lors de leur premier envol pour rejoindre l'océan. Sur l'île de la Réunion, la Société d'Études Ornithologiques de la Réunion (SEOR) révèle avoir dû prendre en charge 22129 puffins tropicaux échoués du fait de la pollution lumineuse de janvier 1996 à décembre 2021. L'association s'attend à devoir gérer plus de 50000 échouages supplémentaires pour cette seule espèce d'ici 2050 si la pollution lumineuse sur l'île n'est pas endiguée.
Grâce aux actions de la Société d'Études Ornithologiques de la Réunion, la conservation du Puffin tropical est de mieux en mieux prise en compte dans les différents projets d'aménagement du territoire à La Réunion. Ce fut notamment le cas pour la Route des Tamarins, sur laquelle l'architecture du Viaduc de la Grande Ravine a été adaptée de manière à réduire le risque de collision pour l'espèce, qui se reproduit en grand nombre dans cette ravine.